# Gaskachel
Een gaskachel of gashaard is een voor lokale verwarming gebruikte kachel die werkt op gas.
De eerste gaskachels werkten op lichtgas. De gaskachels kwamen gedurende de laatste twee decennia van de 19e eeuw in zwang. Tal van fabrikanten kwamen rond die tijd met gaskachels op de markt, waaronder Siemens en diverse Britse bedrijven. De firma W.J. Stokvis uit Arnhem importeerde de door Fletcher & Co. geproduceerde kachels. De firma Knoop uit Arnhem was de enige Nederlandse fabrikant van dit krachtig en zindelijk verwarmingsmiddel. Gas werd overigens ook gebruikt om te koken: Vanaf de jaren '20 van de 20e eeuw werd het gasfornuis in toenemende mate populair en verdrong het kolenfornuis.
De gaskachels waren echter veruit in de minderheid ten aanzien van de kolenkachels, welke op hun beurt door de oliekachels werden verdrongen. Wel werd er, vooral na de Tweede Wereldoorlog, veel gebruikgemaakt van kleinere verwarmingstoestellen op flessengas, bestaande uit vloeibaar gemaakt butaan of propaan, dat verkocht werd onder merknamen als Butagaz, Primagaz en dergelijke en dat afkomstig was van aardolieraffinaderijen. In onder meer Frankrijk en Spanje wordt flessengas nog zeer veelvuldig toegepast.
De komst van het aardgas na 1967 bracht in dit alles verandering, althans daar waar een aardgasnet voorhanden was. De oliekachels werden vervangen door aardgaskachels en aan het gebruik van flessengas voor verwarmingsdoeleinden kwam een einde. In de woonkamer van bestaande woningen kwam een gashaard en in een aantal nevenvertrekken eventueel een gaskachel. Overigens werden de nieuwbouwwoningen sindsdien vrijwel standaard uitgerust met een aardgasgestookte centrale-verwarmingsinstallatie.
Ter rechterzijde bevindt zich meestal een startknop aan een veiligheidsventiel met regelknoppen en tevens een koperen temperatuurvoeler van de thermostaat. De kachel wordt ontstoken door de startknop tot dertig seconden ingedrukt te houden en met een lucifer de waakvlam aan te steken. Naast de waakvlamstand kent de regelknop een schaal van meerdere standen voor de hoogte van de temperatuur. 
Vaak worden aluminium pijpen van twaalf tot twintig centimeter doorsnee gebruikt voor de afvoer van de verbrandingsgassen en voor verbindingsstukken met de schoorsteen. Bij het gebruik van een gaskachel is steeds een bescheiden toevoer van verse lucht benodigd.

## Galerie

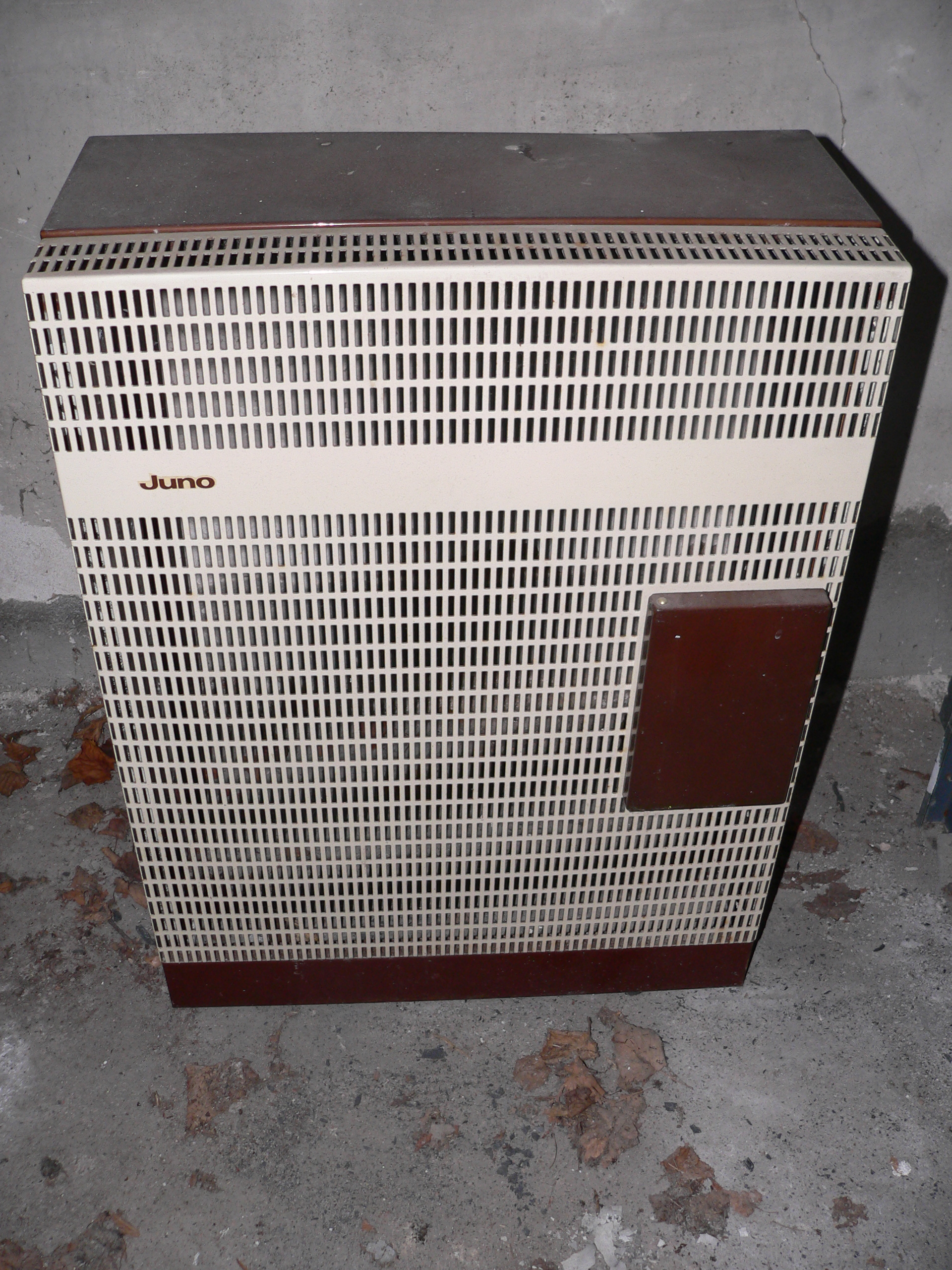
Gaskachel (ontkoppeld)
Gaskachel zonder mantel
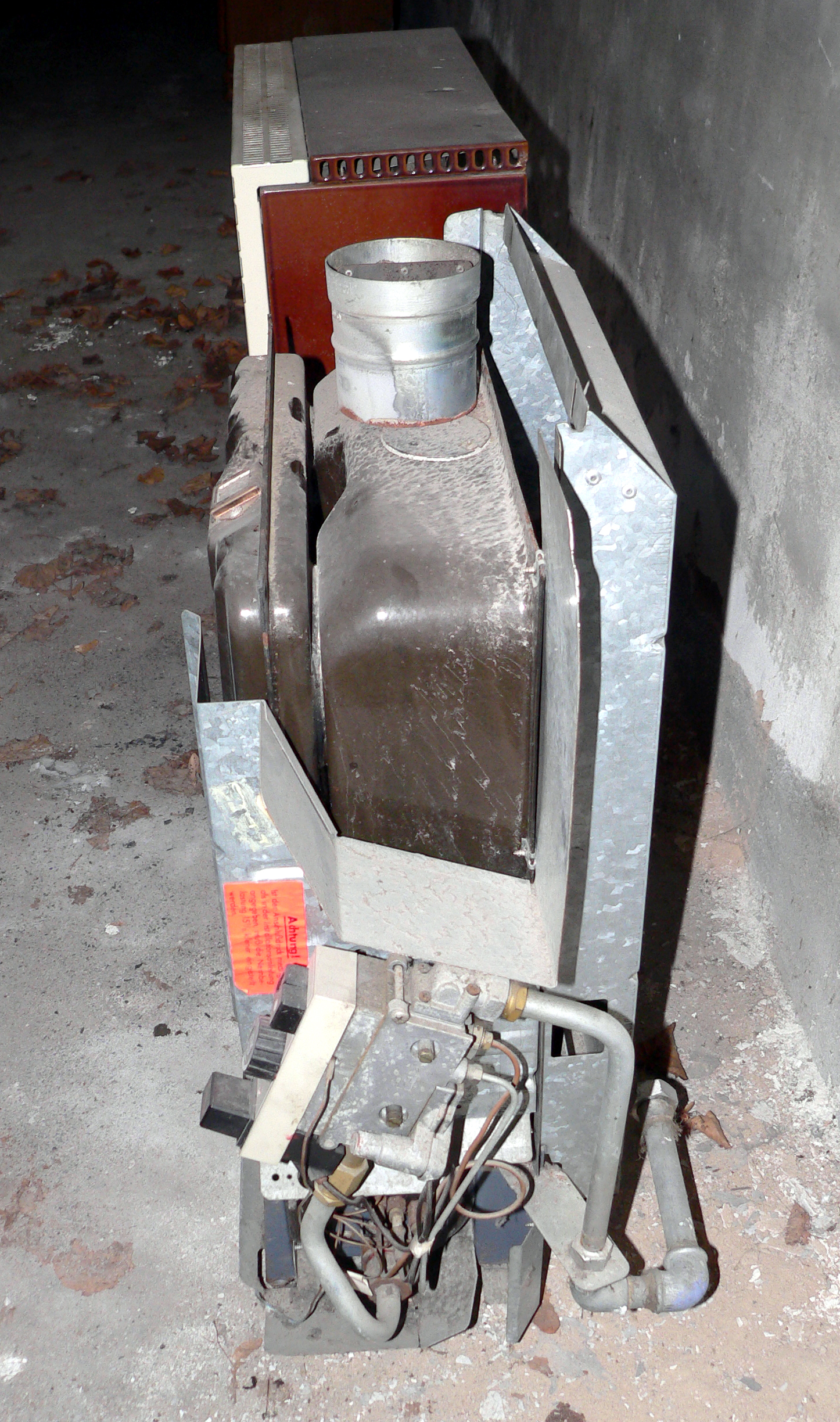
Gastoevoer en regelknoppen
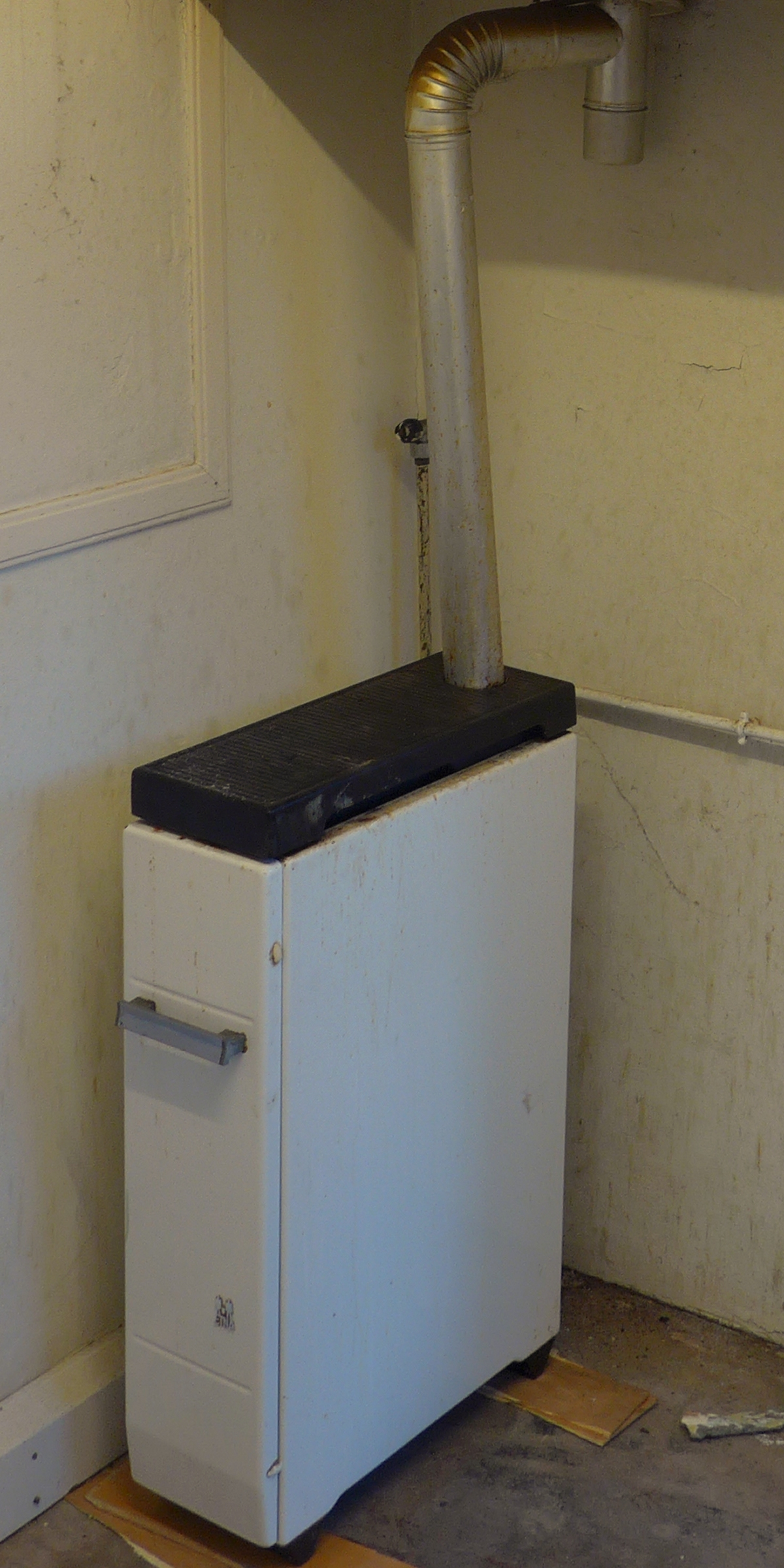
Etna gaskachel voor keuken met warmhoudplaat, 1970
Gaskachel uit begin de jaren 1900
Gaskachel uit begin de jaren 1900